# Pierkunowo
Pierkunowo (niem. Pierkunowen, 1935–1945 Perkunen) – osada w Polsce położona na Mazurach, w województwie warmińsko-mazurskim, w powiecie giżyckim, w gminie Giżycko. Wieś leży na wschodnim brzegu jeziora Kisajno. 
We wsi bezstylowy dwór i zabudowania folwarczne z końca XIX w.

## Historia
A było to tak:
Jakub Reiff zwany Walterem, piastujący w Giżycku urząd prokuratora zamku, nadał w 1505 roku trzy włóki sołeckie Jankowi Skomli i zobowiązał go do założenia tutaj wsi czynszowej na dwudziestu siedmiu włókach. w tymże roku Skomla sprzedał włóki sołeckie braciom Janowi, Piotrowi i Grzegorzowi Górnickim. 
W 1539 roku gospodarzyło w Pierkunowie dwóch sołtysów i dziewiętnastu chłopów pańszczyźnianych, poza tym kołodziej i dwóch zagrodników.
Nazwa wsi nawiązywała do Perkuna, bóstwa pogańskich Prusów i Litwinów, w połowie XVI wieku jednakże w Pierkunowie mieszkali prawie sami Polacy.
W 1561 roku mieszkańcy wsi przenieśli się do Fuledy, odstępując ziemię skarbowi państwa. W latach 1715–1721 dzierżawiła Pierkunowo Polska rodzina szlachecka Biberstejnów. Chłopi z dwóch sąsiednich wsi odrabiali tu pańszczyznę. W 1808 roku nie było dzierżawcy na ten majątek, chciano go więc sprzedać, ale nie było kupca. Podobna sytuacja powtórzyła się w roku 1833. Strony te były ubogie i brakowało tutaj ludzi z większym kapitałem. Pierkunowo pozostało więc przez dalsze dziesięciolecia majątkiem państwowym, mającym obszar 882 ha. Znajdowała się tu gorzelnia - czynna do dziś. Do Pierkunowa należały dwa folwarki: Poganty i Róg Pierkunowski
W latach 1975–1998 miejscowość należała administracyjnie do województwa suwalskiego.